# Colonia Nuestra Señora del Pilar

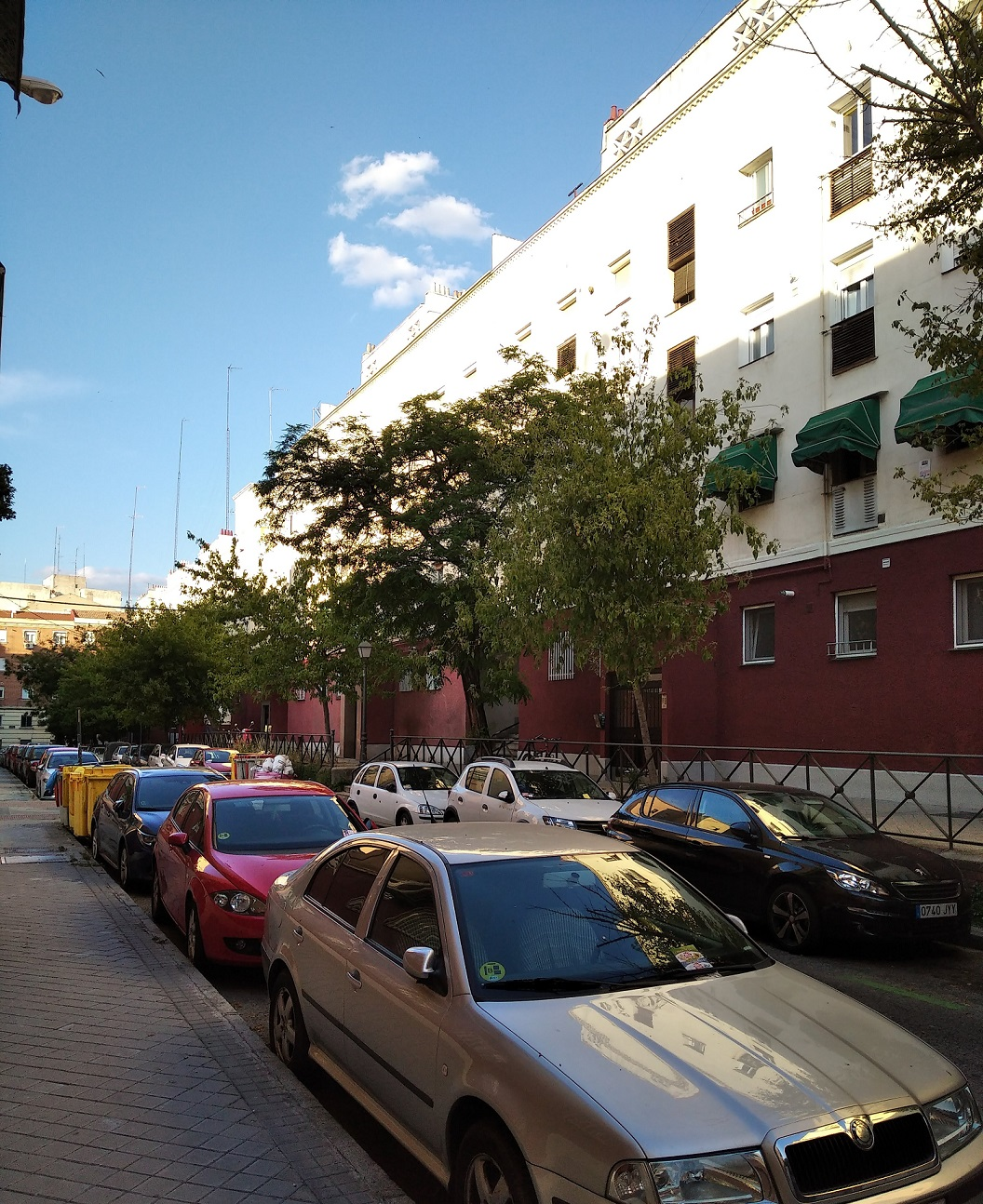
Colonial del Pilar

La colonia Nuestra Señora del Pilar es una colonia de viviendas situada entre los barrios de Salamanca, Guindalera y Prosperidad en la ciudad de Madrid, España.

## Descripción

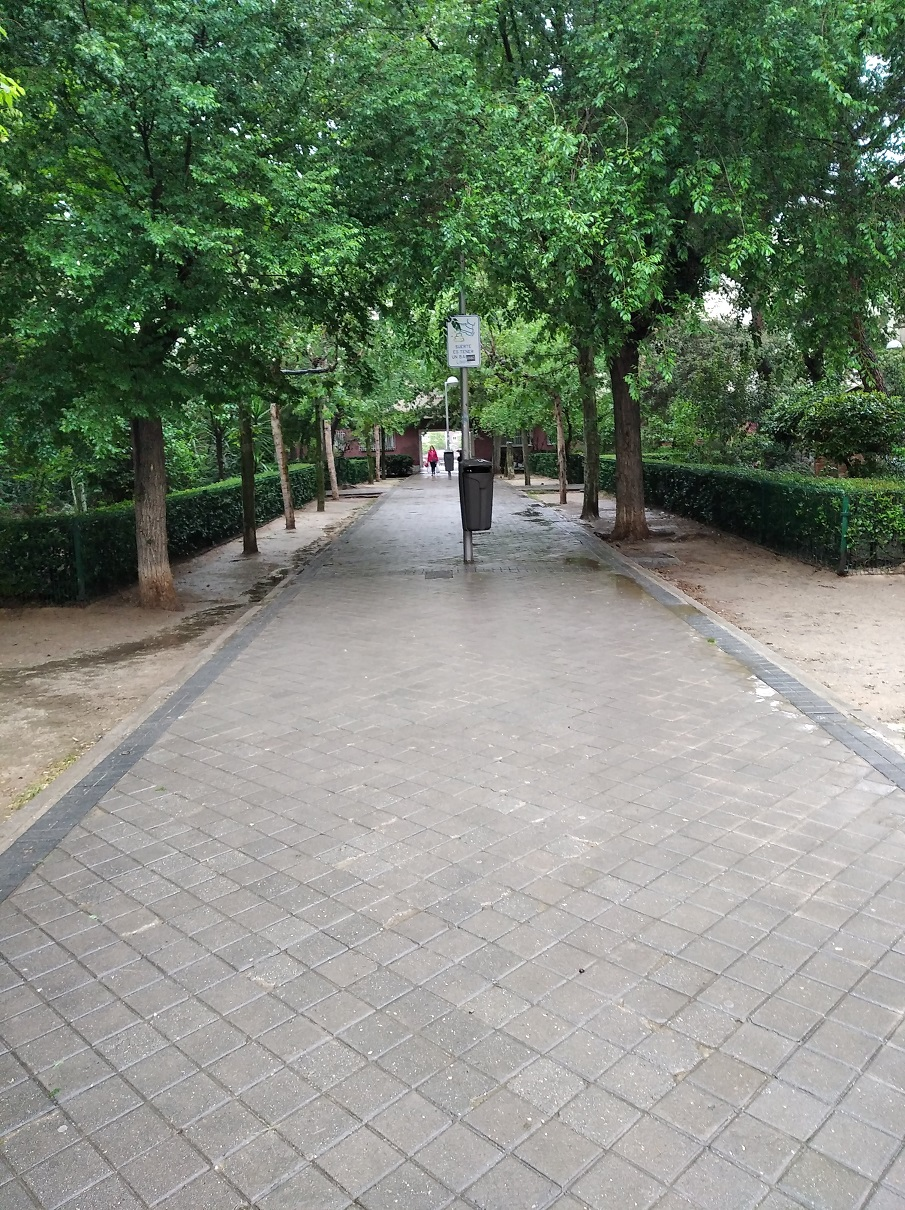
Plaza Nuestra Señora del Pilar

La urbanización fue construida entre 1942 y 1943 por los arquitectos Luis Gámir y Eduardo Olasagasti para la Obra Sindical del Hogar, siendo uno de los primeros grupos de viviendas sociales construidos en la posguerra en Madrid. Fue destinada a funcionarios de la administración. Está formada por bloques en forma de "U", muy sencillos, con jardines públicos y privados en sus patios interiores y conectados por pasadizos. Algunos de estos jardines se cierran con pequeños bloques de viviendas de diferente tipología, con una o dos alturas y azotea. La colonia recibe la influencia de las ideas funcionalistas holandesas y alemana para viviendas económicas. 
En 1947 se inicia una segunda fase diseñada por Francisco de Asís Cabrero con dos bloques en forma de peine con una altura mucho más pronunciada (nueve plantas) que miran a la futura Avenida de América y hacen de muralla acústica para los primeros bloques. En algunas de estas viviendas residieron los operarios y técnicos de la construcción de Avenida de América. Cabrero diseñó además un bloque original y diferente al resto situado junto a la colonia. 

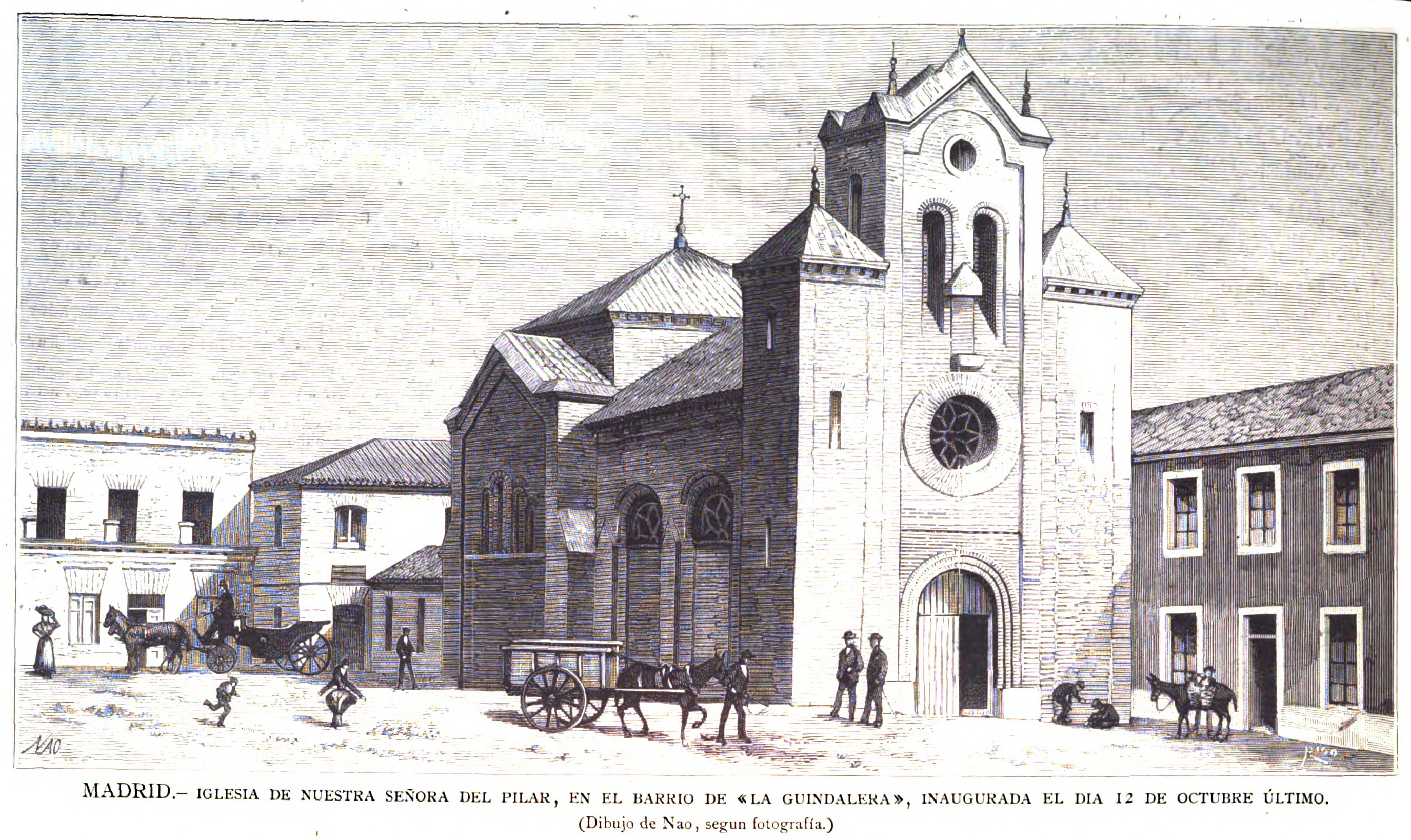
Iglesia de Nuestra Señora del Pilar en 1883, año de su inauguración.

El nombre proviene de una iglesia ya desaparecida, situada en la calle Cartagena bajo la advocación de la Virgen del Pilar.